# Albert Eschenlohr
Albert „Bertl“ Eschenlohr (* 10. März 1898 in Welden; † 9. Dezember 1938 in Berlin) war ein deutscher Fußballspieler und -trainer.

## Spielerkarriere

### Vereine
Eschenlohr gehörte dem FC Wacker München von 1907 bis 1923 an, für deren erste Mannschaft er ab der Saison 1919/20 in der Kreisliga Südbayern, in einer von zehn regional höchsten Spielklassen im Süddeutschen Fußballverband zum Einsatz kam. Nach dem Gewinn der Südbayerischen Meisterschaft war er mit seiner Mannschaft für die Endrunde um die süddeutsche Meisterschaft qualifiziert, belegte in der Gruppe Süd hinter dem 1. FC Pforzheim den zweiten Platz. Die Folgesaison war für ihn und seine Mannschaft mit drei Titeln, darunter die Süddeutsche Meisterschaft, die erfolgreichste. Infolgedessen nahm er an der Endrunde um die Deutsche Meisterschaft teil und kam am 21. Mai 1922 beim 5:0-Sieg gegen die TG Arminia Bielefeld im Viertelfinale und bei der 0:4-Niederlage beim Hamburger SV im Halbfinale zum Einsatz.
Von 1923 bis 1928 kam er in der vom Verband Brandenburgischer Ballspielvereine organisierten Meisterschaft für den Berliner Tennis-Club Borussia zum Einsatz. In seiner letzten Saison als Sieger der Gruppe B hervorgegangen, kam er in den beiden Finalspielen zum Einsatz; erst das notwendig gewordene Entscheidungsspiel, das gegen Hertha BSC, dem Sieger der Gruppe A, mit 0:4 verloren wurde, entschied die Meisterschaft endgültig.
Von 1928 bis 1931 spielte er für den FSV Frankfurt in der Bezirksliga Main/Hessen innerhalb des Süddeutschen Fußballverbandes. Als Zweitplatzierter der Gruppe Main qualifizierte er sich für die Runde der Zweiten/Dritten im Rahmen der Endrunde um die Süddeutsche Meisterschaft. Das Entscheidungsspiel um den dritten Teilnehmer an der Endrunde um die Deutsche Meisterschaft, als Sieger der Gruppe Nordwest, ging jedoch mit 0:2 gegen die SpVgg Fürth, dem Sieger der Gruppe Südost, verloren. Die gleiche Konstellation ergab sich für ihn und seine Mannschaft in der Folgesaison als man am 4. Mai 1930 mit 0:1 gegen den 1. FC Nürnberg verlor.

### Stationen
- 1919 bis 1923: FC Wacker München
- 1923 bis 1928: Berliner Tennis-Club Borussia
- 1928 bis 1931: FSV Frankfurt

### Auswahl-/Nationalmannschaft
Sein einziges Länderspiel für die A-Nationalmannschaft bestritt er am 31. August 1924 in Berlin bei der 1:4-Niederlage gegen die Nationalmannschaft Schwedens, bedingt durch den „Streik“ der Nationalspieler vom 1. FC Nürnberg und der SpVgg Fürth. Gemeinsam mit seinem Vereinsmitspieler Hermann Lux und Hans Lang vom Hamburger SV bildete er die Läuferreihe.
Für die Auswahlmannschaft des Verbandes Brandenburgischer Ballspielvereine kam er in mehreren Spielen um den Bundespokal zum Einsatz. Durch den Verzicht auf die Endspielteilnahme in der Saison 1926/27, nachdem im Halbfinale die Auswahlmannschaft des Südostdeutschen Fußball-Verbandes mit 4:1 besiegt wurde, blieb ihm das Finale versagt.

## Erfolge
- Zweiter der Berliner Meisterschaft 1928
- Süddeutscher Meister 1922
- Bayerischer Meister 1922
- Südbayerischer Meister 1921, 1922

## Trainerkarriere
Nach seiner Karriere als Mittelfeldspieler trainierte er etliche Vereine, so ab 1934 den Dresdner SC sowie 1936 den SV Polizei Lübeck und Phönix Lübeck.
Zum 1. November 1933 trat er der SA bei, am 27. Mai 1937 beantragte er die Aufnahme in die NSDAP und wurde rückwirkend zum 1. Mai desselben Jahres aufgenommen (Mitgliedsnummer 4.245.822).
1938 starb der Sportlehrer an den Folgen einer Blutvergiftung.

### Stationen
- 1936: SV Polizei Lübeck
- 1936: Phönix Lübeck